# Berthe Labille
Pour les articles homonymes, voir Labille.
Berthe Labille est une féministe, enseignante et militante socialiste belge. Née à Verviers le 20 juin 1905, elle est une des rédactrices d'une brochure féministe, Le Catéchisme de la Femme (1932). Elle meurt à Grâce-Hollogne le 30 juillet 2001.

## Biographie
Elle suit des études de sténographie et comptabilité (cours du soir), puis exerce différentes fonctions au sein du mouvement socialiste. Après une solide formation militante à l'École ouvrière supérieure de Bruxelles (1924), elle exerce la responsabilité des Guildes des coopératrices à l'Office coopératif de Verviers.

## Hommage
En mai 2020, une rue de Verviers est renommée rue Berthe Labille en son hommage.

### Ouvrages
- Yvonne de Man, Hélène Denis, Berthe Labille, Le Catéchisme des femmes, Bruxelles, coll. « L'Églantine », 1934

### Articles
- Berthe Labille, « Le Métier de dactylo », Le Mouvement syndical belge,‎ 1937 (lire en ligne)